# Čemernica (planina u BiH)
Čemernica je planina u Bosni i Hercegovini.
Nalazi se južno od Banje Luke, na područjima općina Mrkonjić Grad i Banja Luka. Proteže u smjeru sjever-jug. Najviši vrh Čemernice se nalazi na visini od 1.338 metara. 
Okružuju je rijeke Vrbasa, te njegove njegova pritoke Ugar i Vrbanja. 
U njenom podnožju nalaze se gradovi Kotor Varoš (na sjeveroistoku), Skender Vakuf (na istoku) i Bočac (na zapadu).
Planinu odlikuje krški teren s dolomitskim i vapnenačkim stijenama i veliko bogatstvo živog svijeta.

## Vanjske poveznice
- Satelitska snimka  Arhivirana inačica izvorne stranice od 12. ožujka 2021. (Wayback Machine)